# Namataiki Tevenino
Namataiki Tavenino (Tahiti, 20 giugno 1996) è un ostacolista franco-polinesiano.
Oltre ad aver vinto due medaglie nel 2012 e nel 2013 ai Campionati oceaniani in staffetta, Tevenino ha preso parte a due edizioni dei Mondiali indoor nei 60 metri ostacoli nel 2016 e nel 2018.

## Palmarès
| Anno | Manifestazione           | Sede         | Evento          | Risultato | Prestazione | Note |
| ---- | ------------------------ | ------------ | --------------- | --------- | ----------- | ---- |
| 2012 | Campionati oceaniani U20 | Cairns       | 400 m piani     | Bronzo    | 54"79       |      |
| 2012 | Campionati oceaniani U20 | Cairns       | Salto in lungo  | Bronzo    | 6,15 m      |      |
| 2012 | Campionati oceaniani     | Cairns       | 4×400 m         | Argento   | 3'32"30     |      |
| 2013 | Campionati oceaniani U18 | Papeete      | 100 m piani     | 4º        | 11"45       |      |
| 2013 | Campionati oceaniani U18 | Papeete      | 200 m piani     | Argento   | 23"41       |      |
| 2013 | Campionati oceaniani U18 | Papeete      | 400 m piani     | 6º        | 53"60       |      |
| 2013 | Campionati oceaniani     | Papeete      | Staffetta mista | Bronzo    | 1'42"87     |      |
| 2013 | Mondiali U18             | Donec'k      | 100 m piani     | Batteria  | 11"58       |      |
| 2014 | Campionati oceaniani U20 | Avarua       | 110 m hs        | Oro       | 15"15       |      |
| 2014 | Mondiali U20             | Eugene       | 110 m hs        | Batteria  | 15"08       |      |
| 2015 | Giochi del Pacifico      | Port Moresby | 110 m hs        | 4º        | 16"13       |      |
| 2016 | Mondiali indoor          | Portland     | 60 m hs         | Batteria  | 8"84        |      |
| 2018 | Mondiali indoor          | Birmingham   | 60 m hs         | Batteria  | 8"98        |      |